# Saltzman-Gletscher
Der Saltzman-Gletscher ist ein Gletscher im westantarktischen Ellsworthland. Er fließt von den Osthängen des Mount Strybing ostwärts zwischen Mount Osborne und dem Gebirgskamm Moyher Ridge zum Thomas-Gletscher im Süden der Sentinel Range des Ellsworthgebirges.
Das Advisory Committee on Antarctic Names benannte ihn 2006 nach dem US-amerikanischen Geowissenschaftler Eric S. Saltzman (* 1955) von der University of California, Irvine, der 2006 der Arbeitsgruppe zu Eisbohrungen des United States Antarctic Program vorstand.